# Robert Jacob Gordon

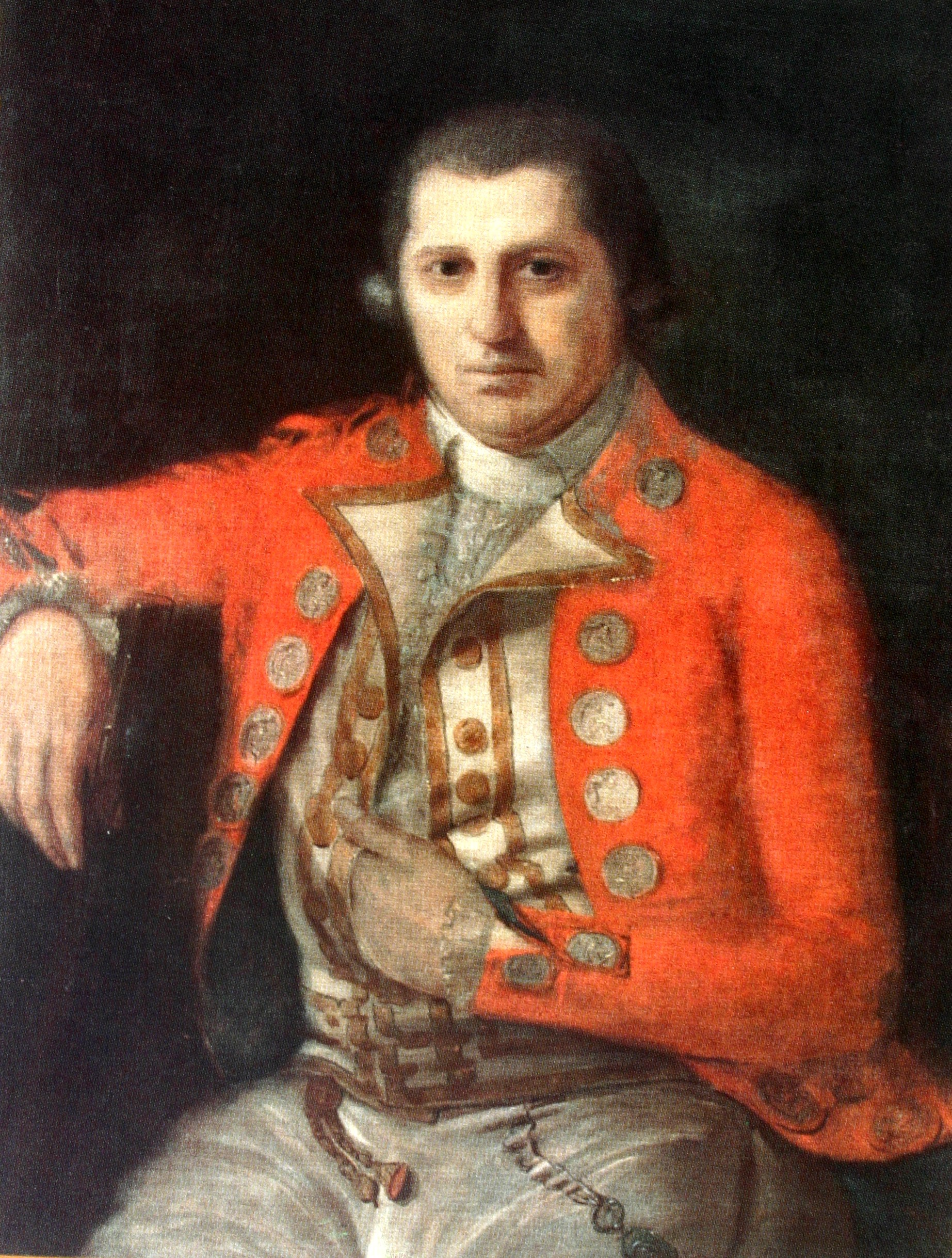
Robert Jacob Gordon

Robert Jacob Gordon (* 29. September 1743 in Doesburg, Gelderland; † 25. Oktober 1795 in Kapstadt) war ein niederländischer Entdecker, Offizier, Künstler, Naturalist und Linguist schottischer Abstammung.

## Leben
Er entstammte einer Nebenlinie des schottischen Clan Gordon und war der Sohn Jacob Gordons (1572–1782), der als Generalmajor der Scots Brigade im Dienst der Niederlande stand, aus dessen Ehe mit Johanna Maria Heijdenrijck. Er wurde in de Niederlanden geboren, trat 1753 als Kadett einem Regiment der niederländischen leichten Dragoner bei und studierte ab 1759 Geisteswissenschaften an der Universität Harderwijk. Er diente zunächst bei der Scots Brigade, trat später der Niederländischen Ostindien-Kompanie bei, stieg in den Rang eines Oberst auf und befehligte zwischen 1780 und 1795 die Garnison der Kapkolonie.
Er unternahm mehr Expeditionen als jeder andere Entdecker des südlichen Afrikas im 18. Jahrhundert. Von den sechs Reisen, die er unternahm, sind nur vier zwischen 1777 und 1786 durch Tagebücher abgedeckt, die 1964 entdeckt wurden. Er war verantwortlich für die Benennung des Flusses Oranje, die Einführung von Merinoschafen in die Kapkolonie und für die Entdeckung der Überreste von Bartolomeu Dias’ Padrão in der Algoa-Bucht 1786. Neben Französisch, Niederländisch und Englisch sprach er die indigenen Sprachen KhoeKhoe und Xhosa.
Als Garnisonskommandeur war Gordon für die Verteidigung der Kapkolonie verantwortlich. Im Winter 1794/1795 wurde die Niederlande im Rahmen der Revolutionskriege von
den Franzosen besetzt. Infolgedessen floh der Prinz von Oranien, als Statthalter de facto Staatsoberhaupt der niederländischen Republik, nach Großbritannien. 1795 erreichte eine britische Flotte das Kap und behauptete, sie habe Anweisungen, die Kolonie im Namen des Prinzen von Oranien zu besetzen. Gordon stimmte zunächst zu, wurde aber später von seinen eigenen Soldaten des Verrats beschuldigt, weil sie die britische Besetzung zugelassen hatten. Gordon war ein Ausgestoßener und Ziel von Spott und Gewalt geworden. Am 25. Oktober 1795 beging er in seinem Herrenhaus in Kapstadt Suizid.